# Adam Beach
Adam Ruebin Beach (Ashern, Manitoba; 11 de noviembre de 1972) es un actor canadiense de origen saulteaux. Se le ha conocido por sus papeles de marine en las películas Windtalkers, donde interpreta a Ben Yahzee, un navajo operador de radio y en Flags of Our Fathers, donde interpreta a Ira Hayes, uno de los marines que colocaron la bandera en el monte Suribachi, en Iwo Jima.

## Filmografía

### Cine
| Año  | Título                                     | Personaje                    | Descripción                                                    | Notas            |
| ---- | ------------------------------------------ | ---------------------------- | -------------------------------------------------------------- | ---------------- |
| 1993 | Cadillac Girls                             | Will                         |                                                                |                  |
| 1994 | Squanto: A Warrior's Tale                  | Squanto                      | Patuxet                                                        |                  |
| 1994 | A Boy Called Hate                          | Billy Little Plume           |                                                                |                  |
| 1995 | Dance Me Outside                           | Frank Fencepost              | Ojibwe (relacionado con la actual herencia Saulteaux de Beach) |                  |
| 1996 | Coyote Summer                              | Rafe Acuna                   |                                                                |                  |
| 1997 | Song of Hiawatha                           | Chibiabos                    | Seneca                                                         |                  |
| 1998 | Smoke Signals                              | Victor Joseph                | Coeur d'Alene                                                  |                  |
| 1999 | Mystery, Alaska                            | Galin Winetka                |                                                                |                  |
| 2000 | The Last Stop                              | Jason                        |                                                                |                  |
| 2001 | Joe Dirt                                   | Kickin' Wing                 |                                                                |                  |
| 2001 | Now & Forever                              | John Myron                   | Cree                                                           |                  |
| 2001 | The Art of Woo                             | Ben Crowchild                |                                                                |                  |
| 2002 | Windtalkers                                | Private Ben Yazzie           | Navajo                                                         |                  |
| 2002 | Skinwalkers                                | Oficial Jim Chee             | Navajo                                                         |                  |
| 2002 | Posers                                     | Sinclair                     |                                                                |                  |
| 2003 | Cowboys and Indians: The J.J. Harper Story | John Joseph Harper           | Oji-Cree                                                       |                  |
| 2003 | The Big Empty                              | Randy                        |                                                                |                  |
| 2004 | Sawtooth                                   | Jim                          |                                                                |                  |
| 2005 | Four Brothers                              | Chief                        |                                                                | Sin acreditar    |
| 2006 | Flags of Our Fathers                       | Ira Hayes                    | Pima                                                           |                  |
| 2007 | Bury My Heart at Wounded Knee              | Charles Eastman (Ohiyesa)    | Sioux                                                          |                  |
| 2007 | Luna: Spirit of the Whale                  | Mike Maquinna                | Mowachaht-Muchalaht                                            |                  |
| 2008 | Turok: Son of Stone                        | Turok                        |                                                                | Voz              |
| 2008 | Older than America                         | Johnny                       | Ojibwe                                                         |                  |
| 2008 | Help                                       | Max                          |                                                                |                  |
| 2010 | The Stranger                               | Mason                        |                                                                |                  |
| 2010 | The Stepson                                | Josh Anderson                |                                                                | Principal        |
| 2011 | A Warrior's Heart                          | Sgt. Major Duke Wayne        |                                                                |                  |
| 2011 | Cowboys & Aliens                           | Nat Colorado                 |                                                                | Papel de soporte |
| 2011 | Tommy Prince: Prince of the Devils         | Tommy Prince                 |                                                                |                  |
| 2011 | Combat Hospital                            | Joe / Snake Eater            |                                                                |                  |
| 2013 | Crook                                      | Bryce                        |                                                                |                  |
| 2013 | Ice Soldiers                               | TC Cardinal                  |                                                                |                  |
| 2013 | Into the Grizzly Maze                      | Johnny Cadillac              |                                                                |                  |
| 2014 | A Fighting Man                             | Fast Eddie                   |                                                                |                  |
| 2015 | Joe Dirt 2: Beautiful Loser                | Kickin' Wing                 |                                                                | Cameo            |
| 2016 | Escuadrón suicida                          | Christopher Weiss / Slipknot |                                                                |                  |
| 2017 | Juliana & the Medicine Fish                | Mike Reid                    |                                                                |                  |
| 2017 | Hostiles                                   | Black Hawk                   | Cheyenne                                                       |                  |
| 2019 | Juanita                                    | Jess                         |                                                                |                  |
| 2020 | Monkey Beach                               | Tío Mick                     |                                                                |                  |
| 2020 | The New Mutants                            | William Lonestar             | Cheyenne                                                       |                  |
| 2020 | Percy                                      | Alton Kelly                  |                                                                |                  |
| 2021 | The Power of the Dog                       | Edward Nappo                 |                                                                |                  |
| 2021 | Swan Song                                  | Dalton                       |                                                                |                  |
| 2022 | Exile                                      | Ted Evans                    |                                                                | Posproducción    |
| 2022 | American/Indian                            | Carl                         |                                                                | Preproducción    |
| TBA  | Terra Infirma                              | Max Windrunner               |                                                                | Preproducción    |
| TBA  | Coyote Howls                               | James Hunter                 |                                                                | Preproducción    |
| TBA  | Hitman                                     | The Hitman                   |                                                                | Preproducción    |

### Televisión
| Año       | Título                            | Personaje                     | Descripción    | Notas                       |
| --------- | --------------------------------- | ----------------------------- | -------------- | --------------------------- |
| 1990      | Lost in the Barrens               | Hunting Party Member          |                | Película de televisión      |
| 1993      | Spirit Rider                      | Paul LeBlanc                  |                | Película de televisión      |
| 1993–1995 | North of 60                       | Nevada                        |                | 4 Episodios                 |
| 1995      | Walker, Texas Ranger              | Tommy Bright Hawk             |                | "On Sacred Ground"          |
| 1995      | CBS Schoolbreak Special           | Ben                           |                | "My Indian Summer"          |
| 1996      | Lonesome Dove: The Outlaw Years   | Red Crow                      | Lakota         | "Medicine"                  |
| 1996      | Touched by an Angel               | Dillon New Eagle              |                | "Written in Dust"           |
| 1996      | The Rez                           | Charlie                       | Ojibwe         |                             |
| 1997      | Dead Man's Gun                    | Tom                           | Nez Perce      | "Medicine Man"              |
| 2001      | Higher Ground                     | Aaron Reifel                  |                | "What Remains"              |
| 2002      | Bliss                             | Angel                         |                | "Valentine's Day in Jail"   |
| 2002      | The Dead Zone                     | Shaman                        |                | "Shaman"                    |
| 2003      | Coyote Waits                      | Oficial Jim Chee              | Navajo         | Película de televisión      |
| 2003      | Everwood                          | Sr. Grey Cloud                |                | "Unhappy Holidays"          |
| 2003      | Third Watch                       | Christian                     |                | 2 Episodios                 |
| 2004      | A Thief of Time                   | Oficial Jim Chee              | Navajo         |                             |
| 2004      | JAG                               | Marcus Tillco                 |                | "Whole New Ball Game"       |
| 2005      | Johnny Tootall                    | Johnny Tootall                | Nuu-chah-nulth |                             |
| 2007      | Moose TV                          | George Keeshig                | Cree           |                             |
| 2007–2008 | Law & Order: Special Victims Unit | Det. Chester Lake             | Mohawk         | Principal. 21 Episodios     |
| 2008      | Comanche Moon                     | Blue Duck                     | Comanche       |                             |
| 2008      | Wapos Bay                         | Himself                       |                | Voz                         |
| 2010      | Big Love                          | Tommy Flute                   | Blackfoot      |                             |
| 2010      | Hawaii Five-0                     | Navy Seal Graham              |                | "Ho'apono"                  |
| 2012–2014 | Arctic Air                        | Bobby Martin                  |                | Principal. 35 Episodios     |
| 2013      | Hell on Wheels                    | Red Bear                      | Kiowa          |                             |
| 2015      | Backstrom                         | Cooch County Cap. Jesse Rocha |                | 3 Episodios                 |
| 2017      | Monsters of God                   | Sees Two Moons                |                | Película de televisión      |
| 2019      | Drunk History                     | Richard Oakes                 |                | "National Parks"            |
| 2019      | Supernatural                      | Sheriff Mason                 |                | "Don't Go in the Woods"     |
| 2019–2020 | Nancy Drew                        | Jefe E.O. McGinnis            |                | 7 Episodios                 |
| 2020      | The Good Doctor                   | Billy Carr                    |                | "Not the Same" (T4, Epi. 4) |

## Premios

### Satellite Awards[1]
| Año  | Categoría              | Película             | Resultado |
| ---- | ---------------------- | -------------------- | --------- |
| 2006 | Mejor Actor de reparto | Flags of Our Fathers | Candidato |